# Гульдфогельн Арена
Гульдфогельн Арена (швед. Guldfågeln Arena) — футбольний стадіон у шведському місті Кальмар, домашня арена футбольного клубу «Кальмар». Збудований у 2011 році. Окрім футбольних матчів використовується для проведення концертів. Місткість стадіону змінна в залежності від заходів, які на ньому проходять: для концертних подій максимальна місткість становить 15 000 глядачів, на матчах Аллсвенскан Гульдфогельн Арена може прийняти 12 182 глядачів, а у міжнародних футбольних змаганнях їх кількість обмежена 11 000.

## Історія
12 грудня 2009 року о 12:00 за місцевим часом було відкрито історичну церемонію закладання фундаменту нового стадіону футбольного клубу «Кальмар». У церемонії взяли участь близько 700 чоловік серед яких були як високопосадовці, так і звичайні вболівальники клубу. Проект комплексу було розроблено архітектурним бюро «Тенгбом», а генеральним підрядчиком стала компанія NCC. Загальний кошторис склав 250 мільйонів крон. Завершено будівництво було у 2011 році, а 11 квітня того ж року арена прийняла перший офіційний матч, у якому переможця мали визначити «Кальмар» та «Юргорден». Під час цього матчу було встановлено Офіційний рекорд відвідуваності стадіону, який становить 11 852 глядачі. Заповнити стадіон повністю не вдавалося через те, що вболівальники гостей не заповнювали відведені їм сектори.
Свою назву арена отримала внаслідок підписання контракту між «Кальмаром» та Guldfågeln Ltd., згідно з яким останні стали офіційним спонсором та отримали права на визначення назви стадіону до 2017 року. Про це було повідомлено на прес-конференції, що відбулася у конференц-залі колишнього стадіону клубу під назвою Фредрікссканс. Умови угоди залишилися невідомими. Втім, під час міжнародних змагань фігурує зовсім інша назва — «Кальмар Арена», що обумовлено суворими правилами ФІФА щодо спонсорства.
Місткість стадіону змінна в залежності від типу заходів, що відбуваються на ньому. Так для матчів Аллсвенскан максимальна кількість глядацьких місць становить 12 182, серед яких близько 1 500 стоячих, а решту обладнано індивідуальними пластиковими сидіннями. На міжнародній арені гранична кількість глядачів скорочується через неприпустимість використання стоячих місць за нормами УЕФА. Усі глядацькі місця захищені від негоди накриттям. Під час проведення концертів арена може прийняти до 15 000 глядачів. Окрім звичайних місць існують 24 спеціальні позиції для інвалідів на колясках.
Соціальна інфраструктура стадіону включає у себе конференц-зал, розрахований на 1200 чоловік, ресторан для 144 відвідувачів, 13 кіосків, сувенірний магазин, 123 туалети, медіа-центр з кафе. Крім того, тут розміщено 9 роздягалень, пральню, фізіотерапевтичні й тренажерні зали, секретаріат та інші службові приміщення.
Фасад стадіону виконаний з полікарбонату та може змінювати колір, як Альянц Арена в Мюнхені. У оздобленні було застосовано прозорий та термопластичний полікарбонат, що може слугувати як проекційний екран для показу певного відео на зовнішніх фасадних поверхнях.
Газон Гульдфогельн Арени виконано з натурального трав'яного покриття, що вкладено на основу з шарів щебеню, піску, компосту та мульчі. Ця технологія дозволяє без проблем проводити футбольні матчі за складних погодних умов ранньої весни, пізньої осені та під час злив. Аналогічна конструкція газонів використовується на таких відомих стадіонах, як Олд Траффорд, Енфілд та Емірейтс.
У 2013 році на Гульдфогельн Арені заплановано проводити матчі жіночого Чемпіонату Європи з футболу.